# Franciszek Gajowniczek
Franciszek Gajowniczek (15. listopadu 1901 – 13. března 1995) byl seržant polské armády. Gajowniczek byl poslán do koncentračního tábora Auschwitz kvůli jeho pomoci židovskému protinacistickému odboji v Polsku, v táboře mu ale zachránil život kněz Maxmilián Kolbe.
Gajowniczek a Kolbe byli oba vězni v Osvětimi (Auschwitz) v roce 1941, kdy se jednomu z ostatních vězňů podařilo uprchnout. V souladu s politikou tábora bylo deset dalších vězňů za trest odsouzeno k smrti hladem. Franciszek Gajowniczek byl právě jedním z oněch vězňů, kteří byli vybráni k tomuto trestu. Františkánský mnich Kolbe prý slyšel Gajowniczka vykřikovat "Moje ubohá žena! Moje děti! Co si počnou?" a nabídl se místo něj. Není přesně známo, co Kolbe řekl, ale jedna z verzí zní takto: "Jsem polský katolický kněz. Rád bych zaujal jeho místo, protože to on má ženu a děti."
Gajowniczek se vrátil poté, co v koncentračním táboře strávil pět let, pět měsíců a devět dní. Ačkoliv jeho manželka Helena přežila válku, jeho synové byli zabiti při sovětském bombardování v roce 1945, ještě před jeho propuštěním.
Když papež Pavel VI. v roce 1971 Maxmiliána Kolbeho blahořečil, Gajowniczek byl papežovým hostem. Podle časopisu Time v roce 1972 více než 150 000 lidí putovalo do Auschwitzu, aby zde uctili Kolbeho památku. Jedním z prvních řečníků byl Gajowniczek, který prohlásil: "Chci vyjádřit své díky za dar života." Jeho žena Helena zemřela v roce 1977. Gajowniczek byl znovu papežovým hostem, když byl Kolbe kanonizován Janem Pavlem II. 10. října 1982.
V roce 1994 Gajowniczek navštívil Kostel sv. Maxmiliána Kolbeho v Houstonu, kde řekl svému překladateli, kaplanovi Thaddeusi Horbowému, že "dokud bude dýchat, bude považovat za svou povinnost říct lidem o hrdinském činu lásky Maxmiliána Kolbeho." Gajowniczek zemřel 13. března 1995, o něco déle než 53 let poté, co mu Kolbe zachránil život, v polském městě Brzeg. Přežila ho jeho druhá manželka Janina.